# 328 هـ
328 هـ هي سنة في التقويم الهجري امتدت مقابلةً في التقويم الميلادي بين سنتي 939 و940.

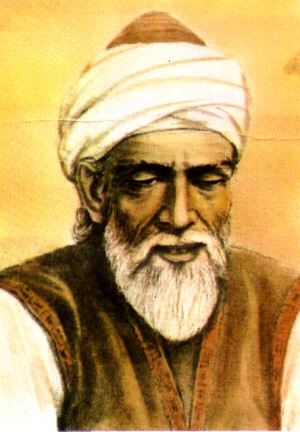
أبو الوفاء البوزجاني

## مواليد
- أبو الوفا البوزجاني
- أبو الحسين بن بشران
- أبو الوفاء البوزجاني
- علي بن عيسى الربعي

## وفيات
- أبو الحسن بن شنبوذ
- أبو الدحداح التميمي
- أبو سعيد الإصطخري
- أبو محمد المرتعش
- علي بن محمد المزين
- متى بن يونس
- محمد بن القاسم الأنباري
- أبو علي الثقفي
- ابن مقلة
- سعيد بن البطريق

- ابن عبد ربه - شاعر وأديب أندلسي.